# Langdarma
Langdarma (Wylie: glang dar ma, "mogen tjur" eller "Dharma tjur") var en tibetansk kejsare som troligen regerade mellan år 838 och 841.
Langdarma arbetade starkt emot den tibetanska buddhismen. Bland annat stängde han alla kloster och tvingade alla munkar att bli lekmän för att begränsa deras politiska makt i landet. Detta ledde till att klostertraditionen bröts, och många missförstånd uppstod gällande den tibetanska buddhistiska läran. Som följd av att klostertraditionen bröts, var den tvungen att återupplivas vid ett senare tillfälle.
Att Langdarma faktiskt var så starkt emot buddhismen har dock blivit ifrågasatt av ett antal historiker, såsom Zuiho Yamaguchi.
Under Langdarmas regeringstid kollapsade Uyghur Khaganate i norr som följd av en revolt ledd av Yenisei Kirghiz år 840, vilket ledde till att många människor flydde till Tibet. Enligt en källa regerade Langdarma under ett och ett halvt år, medan andra anger sex eller 13 år. Enligt traditionella berättelser mördades Langdarma år 842 eller 846 av en buddhistisk eremit eller munk vid namn Lhalung Pelgyi Dorje. Hans död följdes av ett inbördeskrig och det tibetanska imperiets fall.